# Lîstveanka, Rozivka
Lîstveanka (în ucraineană Листвянка, în germană Schönbaum) este un sat în comuna Vîșniuvate din raionul Rozivka, regiunea Zaporijjea, Ucraina. Satul a fost locuit de germanii pontici.  

## Demografie
Componența lingvistică a localității Lîstveanka
     Ucraineană (80,64%)
     Rusă (19,36%)
Conform recensământului din 2001, majoritatea populației localității Lîstveanka era vorbitoare de ucraineană (80,64%), existând în minoritate și vorbitori de rusă (19,36%).